# 雲鰣
雲鰣為輻鰭魚綱鲱形目鲱科的其中一種，分布於印度洋區，從波斯灣至緬甸海域、淡水、半鹹水水域，棲息深度可達200公尺，體長可達60公分，棲息在沿海的洄游性魚類，也會進入河流、河口區，主要以浮游生物為食，可做為食用魚。

## 擴展閱讀
維基物種上的相關：雲鰣